# Overval op de Landsdrukkerij in Den Haag

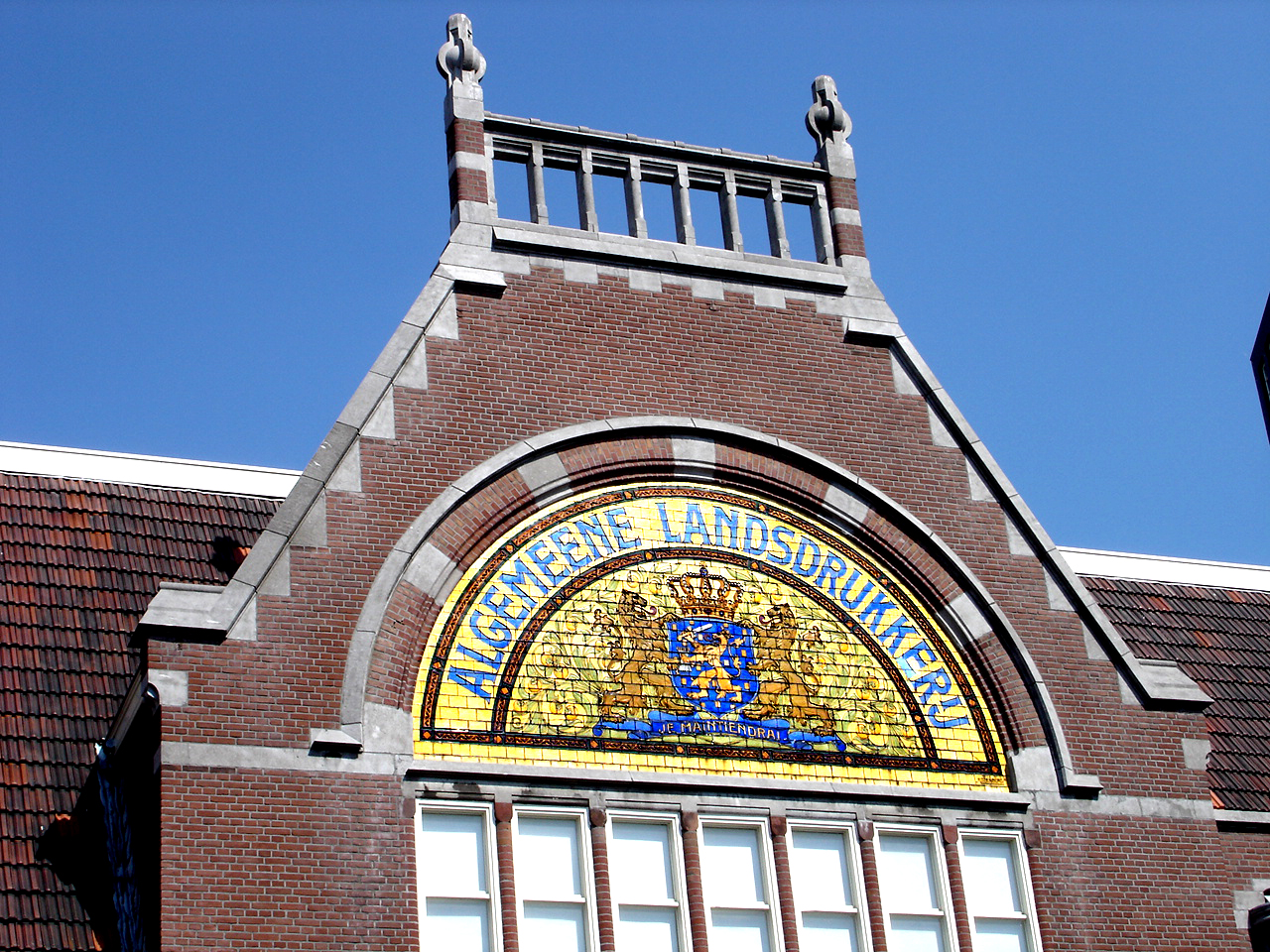
De landsdrukkerij op de Fluwelen Burgwal in Den Haag

De overval op de Landsdrukkerij in Den Haag vond plaats op zaterdag 29 april 1944 en had als doel Nederlandse persoonsbewijzen te bemachtigen die hier werden gedrukt. Iedereen van veertien jaar of ouder moest een persoonsbewijs bij zich hebben.

## Overval
De overval werd voorbereid vanuit een groep rond de Persoonsbewijzencentrale in Amsterdam, na een tip van Frits Boverhuis dat er in de Landsdrukkerij een groot aantal gedrukte vellen met persoonsbewijzen aanwezig was. De overvallers waren Gerhard Badrian, Gerrit van der Veen, Cornelis Verbiest, Hans van Gogh en Frans Meijers. De verzetsgroep deed zich voor als controleurs, waarbij de Duitse Badrian optrad als SS-officier. Ze overmeesterden enkele personeelsleden en namen vellen met in totaal 10.000 persoonsbewijzen mee.

## Afloop
Het zou de laatste succesvolle overval van Gerrit van der Veen zijn. Een dag later (in de nacht van 30 april op 1 mei 1944) mislukte een overval op het Huis van Bewaring Weteringschans in Amsterdam en werd hij opgepakt. Ook Hans van Gogh werd later opgepakt en door de Duitsers gefusilleerd. Gerhard Badrian werd verraden en door de Duitsers op straat doodgeschoten. Bij die actie werd Boverhuis gearresteerd. Van de overvallers overleefden alleen Meijers en Verbiest de oorlog.